# 2001-es Formula–1 német nagydíj
A német nagydíj volt a 2001-es Formula–1 világbajnokság tizenkettedik futama.

## Futam
|    | Rsz. | Versenyző            | Csapat           | Körök | Idő/Kiesések    | Start | Pontok |
| -- | ---- | -------------------- | ---------------- | ----- | --------------- | ----- | ------ |
| 1  | 5    | Ralf Schumacher      | Williams-BMW     | 45    | 1:18:18.1       | 2     | 10     |
| 2  | 2    | Rubens Barrichello   | Ferrari          | 45    | 46.117          | 6     | 6      |
| 3  | 10   | Jacques Villeneuve   | BAR-Honda        | 45    | +1:02.806       | 12    | 4      |
| 4  | 7    | Giancarlo Fisichella | Benetton-Renault | 45    | +1:03.477       | 17    | 3      |
| 5  | 8    | Jenson Button        | Benetton-Renault | 45    | +1:05.454       | 18    | 2      |
| 6  | 22   | Jean Alesi           | Prost-Acer       | 45    | +1:05.950       | 14    | 1      |
| 7  | 9    | Olivier Panis        | BAR-Honda        | 45    | +1:17.527       | 13    |        |
| 8  | 15   | Enrique Bernoldi     | Arrows-Asiatech  | 44    | +1 Kör          | 19    |        |
| 9  | 14   | Jos Verstappen       | Arrows-Asiatech  | 44    | +1 Kör          | 20    |        |
| 10 | 21   | Fernando Alonso      | Minardi-European | 44    | +1 Kör          | 21    |        |
| Ki | 12   | Jarno Trulli         | Jordan-Honda     | 34    | Hidraulika      | 10    |        |
| Ki | 4    | David Coulthard      | McLaren-Mercedes | 27    | Motor           | 5     |        |
| Ki | 20   | Tarso Marques        | Minardi-European | 26    | Váltó           | 22    |        |
| Ki | 6    | Juan Pablo Montoya   | Williams-BMW     | 24    | Motor           | 1     |        |
| Ki | 1    | Michael Schumacher   | Ferrari          | 23    | Üzemanyagnyomás | 4     |        |
| Ki | 23   | Luciano Burti        | Prost-Acer       | 23    | Kicsúszás       | 16    |        |
| Ki | 17   | Kimi Räikkönen       | Sauber-Petronas  | 16    | Féltengely      | 8     |        |
| Ki | 18   | Eddie Irvine         | Jaguar-Cosworth  | 16    | Üzemanyagnyomás | 11    |        |
| Ki | 3    | Mika Häkkinen        | McLaren-Mercedes | 13    | Motor           | 3     |        |
| Ki | 11   | Ricardo Zonta        | Jordan-Honda     | 7     | Ütközés         | 15    |        |
| Ki | 16   | Nick Heidfeld        | Sauber-Petronas  | 0     | Ütközés         | 7     |        |
| Ki | 19   | Pedro de la Rosa     | Jaguar-Cosworth  | 0     | Ütközés         | 9     |        |

## A világbajnokság élmezőnyének állása a verseny után
| H  | Versenyzők         | Pont | H  | Konstruktőrök    | Pont |
| -- | ------------------ | ---- | -- | ---------------- | ---- |
| 1. | Michael Schumacher | 84   | 1. | Ferrari          | 124  |
| 2. | David Coulthard    | 47   | 2. | McLaren-Mercedes | 66   |
| 3. | Ralf Schumacher    | 41   | 3. | Williams-BMW     | 56   |
| 4. | Rubens Barrichello | 40   | 4. | Sauber-Petronas  | 19   |
| 5. | Mika Häkkinen      | 19   | 5. | BAR-Honda        | 16   |

## Statisztikák
Vezető helyen:
- Juan Pablo Montoya: 22 (1-22)
- Ralf Schumacher: 23 (23-45)

Ralf Schumacher 3. győzelme, Juan Pablo Montoya 1. pole-pozíciója, 2. leggyorsabb köre.
- Williams 106. győzelme.